# Heteropsis boliviana
Heteropsis boliviana là một loài thực vật có hoa trong họ Ráy (Araceae). Loài này được Rusby mô tả khoa học đầu tiên năm 1910.